# 이동성 유전 인자
이동성 유전 인자(Mobile genetic elements, MGE)는 게놈 내에서 움직일 수 있거나 한 종 또는 레플리콘에서 다른 종으로 옮길 수 있는 일종의 유전 물질이다. MGE는 모든 유기체에서 발견된다. 인간의 경우, 게놈의 대략 50%가 MGE인 것으로 여겨진다. MGE는 진화에서 역할이 뚜렷하다. 유전자 복제 이벤트 또한 MGE의 메커니즘을 통해 발생할 수 있다. MGE는 또한 단백질 코딩 영역에서 돌연변이를 유발하여, 단백질 기능을 변경시킬 수 있다. 그들은 또한 숙주 게놈에서 유전자를 재배열 할 수 있다. 진화 맥락에서 MGE의 예 중 하나는 병원성 인자(virulence factors) 및 항생제 내성 유전자를 수송하여 이웃 박테리아와 공유 할 수 있다는 것이다. 이 메커니즘을 통해 새로 획득 한 유전자는 새로운 기능이나 추가 기능을 통해 생존능력을 키울 수 있다. 반면에, MGE는 또한 질병을 유발하는 대립 유전자 또는 돌연변이를 도입하여 생존능력을 감소시킬 수도 있다.

세포 내 MGE (왼쪽)와 획득 방법 (오른쪽).

## MGE 유형
- 트랜스 포손 (transposon, transposable elements)는 게놈 내에서 위치를 이동할 수 있는 DNA로, 레트로트랜스포손(retrotransposon) 및 DNA 트랜스 포손(DNA transposon)이 있다.
  - 레트로 트랜스 포손(retrotransposon)은 포유 동물에서 가장 널리 퍼진 부류의 트랜스 포손이다.[3] MGE의 RNA 전사체는 역전사효소에 의해 복사된다. 그런 다음 DNA 서열을 게놈의 임의 위치에 다시 삽입 할 수 있다.[4]
  - DNA 트랜스 포손은 "잘라내기 및 붙여넣기(cut-and-paste)"전략으로 새로운 위치로 이동할 수 있는 DNA 조각이다.
- 박테리아의 플라스미드는 세균간 접합(conjugation)을 통해 전이 가능한 유전 요소이다. 이것은 박테리아가 병원성 인자(virulence factors)와 항생제 내성 유전자를 공유하게 하는 수평적인 유전자 전달 메커니즘이다.
- 박테리오파지 요소 (예: Mu)는 형질 도입(transduction)의해 게놈에 무작위로 통합된다.[5]
- 그룹 I 및 II 인트론은 숙주 전사물에서 셀프 스플라이싱(self-splicing)된 생성물로 박테리아에서 tRNA, rRNA 및 단백질 코딩 유전자를 침입 할 수 있는 리보자임처럼 작용한다.[6]

## 연구 사례
세균 및 고균의 크리스퍼-카스(CRISPR-Cas) 시스템은 MGE의 치명적인 결과를 방어하기위한 적응면역체계이다. 비교유전학 및 계통발생학적 분석을 이용하여, 연구원들은 크리스퍼-카스(CRISPR-Cas) 변이체가 트랜스포손과 같은 MGE의 독특한 유형과 연관되어 있음을 발견했다. 또한, 크리스퍼-카스(CRISPR-Cas)는 증식을 위해 트랜스포존을 제어한다.
플라스미드와 같이 수평적 전파를 하는 MGE는 일반적으로 유기체에 유리하다. 플라스미드를 전달(공유)하는 능력은 진화 관점에서 중요하다. 플라스미드를 전달하는 것만큼이나 플라스미드가 새로운 유기체에 전달되는것(고정되는 것)하는 것이 중요하다는 연구가 있다. 유익하며 희귀한 전이성 플라스미드는 더 높은 고정 확률을 갖는 반면, 유해한 전이가능한 유전적 요소는 숙주 생물에 대한 치사율을 낮추기 위해 더 낮은 고정 확률을 갖는다.
전이성 유전 요소(trnasposable elements)에 의한 전이(transposition)는 돌연변이를 일으킨다. 따라서 유기체는 전이를 억제하기 위해 진화했으며, 사건을 억제하지 못하면 체세포에서 암이 발생한다. 어릴때 전이성 유전요소의 전사는 마우스에서 최소이지만, 나이가 들면 전사 수준이 증가한다는 사실이 발견됐다. 전이성 요소의 이러한 연령 의존적 발현 정도는 칼로리 제한식이에 의해 감소되는 것이 관찰되었다.

## 질병
MGE의 결과는 전사 패턴을 변경시킬 수 있으며, 이는 종종 면역 장애, 유방암, 다발성 경화증 및 근 위축성 측삭 경화증과 같은 유전적 장애를 초래할 수 있다. 인간의 경우, 스트레스는 내인성 레트로 바이러스와 같은 MGE의 활성화를 일으킬 수 있으며, 이런 활성화는 신경 변성과 관련이있다.

## 기타 사항
게놈 내 모든 MGE는 모바일롬 (mobilome)으로 지칭 될 수 있다. 바바라 매클린톡(Barbara McClintock)은 "이동성 유전자 요소" (MGE; Mobile Genetic Eletments)의 발견으로 1983년 노벨 생리의학상을 수상했다.
MGE는 세균간 외독소(exotoxins) 및 엑소자임(exozymes)과 같은 병원성 인자의 확산에 결정적인 역할을 한다. 이러한 특정 독성 인자 및 이동성 유전 요소를 표적으로해서 특정 세균감염을 퇴치하려는 제안들도 있다.

## 같이 보기
- 유전자 중복
- 수평적 유전자 이동
- 독력인자